# Jan Palczewski
Jan Bolesław Palczewski (ur. 1901 w Tomaszowie Mazowieckim, zm. 1990) – polski inżynier i wykładowca, poseł na Sejm Ustawodawczy (1947–1952). 

## Życiorys
Ukończył Gimnazjum Filologiczne w Tomaszowie Mazowieckim, po czym pracował jako pedagog w szkole powszechnej. Praktykował w zakładzie włókienniczym w rodzinnym mieście. W 1934 uzyskał stopień inżyniera w Wyższej Szkole Włókiennictwa w Verviers. W 1935 zatrudniony w Zakładach Przemysłu Lnianego "Krosno", później również jako inspektor Izby Przemysłowo-Handlowej w Wilnie oraz w Zakładach Wyrobów Włókienniczych "Stradom" w Częstochowie. 
W okresie okupacji niemieckiej walczył w Armii Krajowej. Po zakończeniu wojny kierował Oddziałem Częstochowskiego Stowarzyszenia Inżynierów i Techników Przemysłu Włókienniczego. Był także dyrektorem Izby Przemysłowo-Handlowej w Częstochowie.
Objął funkcję dyrektora Oddziału Centrum Szkolenia Zawodowego dla Przemysłu Włókienniczego w Częstochowie. W latach 1946–1947 kierował Szkołą Przemysłowo–Włókienniczą. Zakładał, a później pełnił funkcję dziekana Wydziału Włókienniczego Szkoły Inżynierskiej w Częstochowie (później Politechniki Częstochowskiej) od 1950 do 1960 (z przerwą na okres 1954-1958, gdy zasiadał w fotelu prorektora Politechniki).
Organizował struktury Związku Młodzieży Demokratycznej i Stronnictwa Demokratycznego w Częstochowie i okręgu. W 1947 uzyskał mandat posła na Sejm Ustawodawczy w okręgu Częstochowa. Zasiadał w Komisjach Morskiej i Handlu Zagranicznego, Zdrowia, Wojskowej oraz Spółdzielczości, Aprowizacji i Handlu. 
Odznaczony Krzyżem Walecznych oraz Srebrnym Krzyżem Zasługi i Srebrnym Krzyżem Zasługi z Mieczami. 
Był autorem publikacji naukowych, m.in. "Podstaw przędzalnictwa" (1961).